# 遠東生物制藥
遠東生物制藥科技有限公司，簡稱遠東生物制藥科技，以及遠東生物制藥（英語：Far East Pharmaceutical Technology Company Limited，港交所除牌時0399.HK），在1984年建立，該公司前身為「永泰县制药厂」，當時業務是生產及銷售藥類產品，該品牌為「金刚感冒片」，而當時代言人，也就是拍攝《和坤傳奇》的王剛。
其股份在2000年8月13日，在香港交易所主板上市，但由於上海及福建等地區廠房，完全是沒實質地皮，加上招股書內容不盡不實，包括個人資料、實質業務、銷售情況等，因此在2004年已開始股價大瀉。結果在2009年3月3日，更名聯合基因科技集團有限公司之前，ADM Galleus Fund Limited認購1,153,846,154股新股（已悉售股權），再在投資者認購3,407,689,429股新股，該名投資者為毛裕民博士、United Gene Holdings Limited、凱佳控股有限公司等（以上為經合股、重組股本後），原有董事一併辭退。

## 連結
- UnitedGeneGroup.com （页面存档备份，存于）